# 十一抽杀律
十一抽杀律（拉丁語：Decimatio，decem的意思是“十”）是罗马军队中，对叛乱或者大规模临阵脱逃的部队施以集体惩罚的一种手段。采用十一抽杀律的目的是为了消除部队中的恐慌与怯战心理，坚定士兵们作战的决心。但事实上，十一抽杀律往往產生相反的後果。由于士兵们直面其战友被自己人而非敌人屠戮，因而士气低落或对自己的指挥官失去信任。由于属于集体惩罚措施，十一抽杀律并不常见。

## 适用范围
执行十一抽杀律的情况可能包括（视情况而定，并不是每次都执行）且不限于：
- 叛乱、哗变
- 大规模溃败或临阵脱逃
- 丢失军旗、军徽

## 执行方式
要被处以十一抽杀律的部队将被分为每十人一组进行抽签，被抽中者将被处死，方法通常是用石头砸死或者用棍棒和曲柄輪殺死。幸存者将只能在罗马军队驻地外过夜而不能受到罗马军队的保护。同时其口粮也不再是小麦，而变为了通常是用以喂食牲口的大麦。
执行十一抽杀律时，被处罚部队的全体成员都需要参与抽签，因此无论当事人的军衔或者之前获得过何种荣誉，也无论他们是否参与了叛乱或从战场上逃脱，都有可能被选中而处死。

## 使用案例
发生在前471年的罗马共和国的早期战争之一－罗马人与沃尔斯奇人的战斗，是现存最早有关十一抽杀律的文献记载之一。
在前71年，克拉苏又在于斯巴达克斯战争中恢复了此一制度。有学者将战争的胜利归因于十一抽杀律。据说他总共杀了约4000名兵士，以表示“他比敌人更可怕”。
在对帕提亚作战中，马克·安东尼也曾下令执行过十一抽杀律。此外，恺撒也曾被传闻在对庞培的作战过程中，对第九军团处以十一抽杀律，但被普遍认为是讹传，恺撒只是将該軍團全部解散。
根据英国历史学家安東尼·畢沃爾的《斯大林格勒》之记述，在斯大林格勒战役期间，曾有苏联红军的师长对所有溃退回预备队界限的士兵进行“十一抽杀律”：他向每十个逃兵中的一人之面部进行射击，直至其手枪弹药用尽。